# Debrnský potok (přítok Labe)
Debrnský potok je menší vodní tok v Krkonošském podhůří, pravostranný přítok Labe v okrese Trutnov v Královéhradeckém kraji. Délka toku měří 2 km, plocha povodí činí 4,94 km².

## Průběh toku
Potok pramení v lese severozápadně od Debrného, části obce Mostek, v nadmořské výšce 444 metrů a teče převážně jihovýchodním směrem. Zprava přijímá dva malé bezejmenné potoky a dva kilometry dlouhý bezejmenný potok. V Debrném se Debrnský potok zprava vlévá do Labe v nadmořské výšce 322 metrů.